# Ester (Alaska)
Ester ist ein Ort und ein census-designated place (CDP) im Fairbanks North Star Borough in Alaska in den Vereinigten Staaten. Das U.S. Census Bureau hatte bei der Volkszählung 2020 eine Einwohnerzahl von 2416 ermittelt.

## Geographie
Das Ester CDP ist ein westlicher Vorort von Fairbanks, etwa 13 km von dessen Stadtzentrum entfernt. Das CDP-Gebiet hat eine Längsausdehnung in Ost-West-Richtung von etwa 20 km sowie eine maximale Breite von 13 km. Der Goldstream Creek fließt entlang der nördlichen CDP-Grenze nach Westen. Der George Parks Highway (Alaska Route 3) verläuft entlang der südlichen CDP-Grenze.

## Geschichte
Ester geht auf eine Goldbergbausiedlung Anfang des 20. Jahrhunderts am Ester Creek zurück. Das „Berry Post Office“ wurde dort eingerichtet und 1965 in „Ester Post Office“ umbenannt. Beim Zensus 1910 erschien der Ort erstmals als das „unincorporated village“ „Esther“ mit 213 Einwohnern. Ab 1940 erschien Ester bei allen folgenden Zensus. Seit 1980 
ist Ester ein census-designated place.

## Demografie
Zum Zeitpunkt der Volkszählung im Jahre 2020 (U.S. Census 2020) hatte Ester 2416 Einwohner auf einer Landfläche von 222,74 km². Von den Einwohnern waren 1937 Weiße, 27 Afroamerikaner, 188 amerikanisch-indianischer Abstammung sowie 30 Asiaten. Beim Zensus 2000 lag die Einwohnerzahl bei 1680, beim Zensus 2010 bei 2422.